# TVR 450SEAC
Der TVR 450SEAC war ein Sportwagen, der von TVR in Blackpool (England) nur ein Jahr lang gebaut wurde. Er hatte die gleiche Karosserie aus mit Glas und Aramidfasern verstärktem Kunststoff wie sein Vorgänger 420SEAC und das gleiche Chassis. Der einzige Unterschied bestand im größeren Motor, der mit 4,4 l Hubraum bei 5700/min maximal ca. 320 bhp (238 kW) Leistung und 430 Nm Drehmoment bei 4000/min lieferte. Daher war der 450SEAC noch teurer zu bauen als der schon sehr teure 420SEAC und sein Verkaufspreis lag entsprechend höher. Es entstanden nur 17 Exemplare.  Weil einige Keilform-TVR nachträglich auf die 450SEAC-Spezifikation umgerüstet wurden, gibt es heute vielleicht mehr SEAC auf den Straßen als damals gebaut wurden.

## Daten
Motor

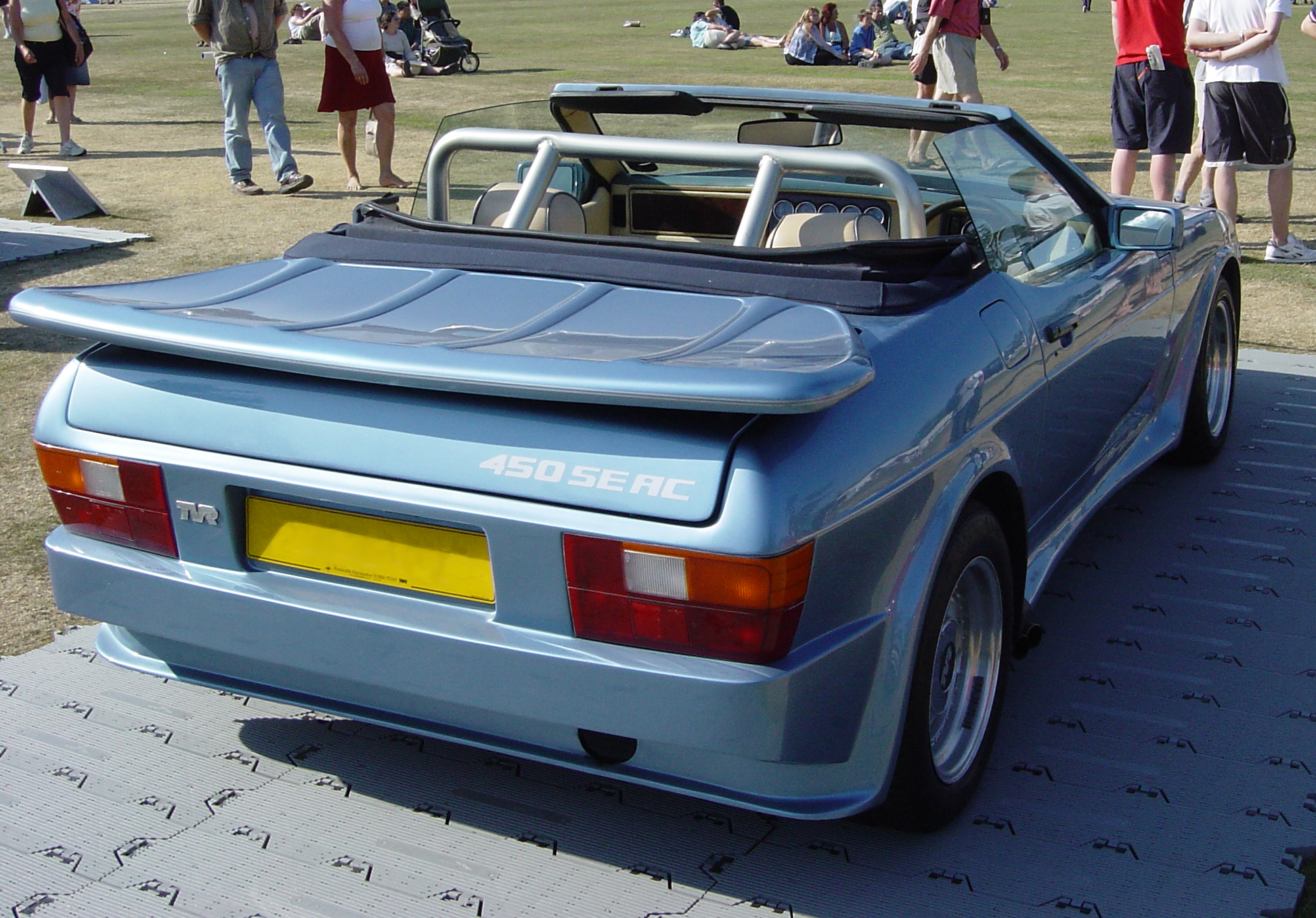
Von hinten

Motor: von TVR getunter Rover V8
Hubraum: 4441 cm³
Leistung: 320 bhp (238,6 kW; 324,4 PS)
Drehmoment: 430 Nm bei 4000/min
Getriebe
Getriebe: Fünfganggetriebe (BorgWarner T5)
Fahrwerk / Karosserie
Chassis: Zentralrohrrahmen
Karosserie: mit Glas- und Aramidfasern verstärkter Kunststoff
Fahrleistungen
Beschleunigung, 0–100 km/h: 4,5 s
Höchstgeschwindigkeit: 280 km/h